# ثقافة عاترية
العاترية هي صناعة أدوات حجرية تنتمي إلى العصر الحجري الوسيط، توزعت في شمال أفريقيا خصوصا في جبال الأطلس. أقرب تأريخ للعاترية يعود لقبل 000 145 سنة. اختفى ت العاترية منذ حوالي 20,000 سنة.
تتميز الثقافة العاترية في المقام الأول بوجود أدوات متشابكة أو مظللة، وسميت على موقع بير العاتر، جنوب مدينة تبسة بالجزائر. كما أن الأدوات ذات الأشكال الورقية ذات الأوراق الشفافة هي أيضا نوع من أنواع التحف الفنية الشائعة في التجمدات العاترية، وكذلك الأنواع المتعرجة والرقائق والنوى اللبنية. ومن المعروف أن عناصر الزينة الشخصية (حبات قشرة الصدفية والمثقوب) من موقع العاترية واحد على الأقل، يبلغ عمره 82000 سنة. تعتبر الثقافة العاترية أحد أقدم الأمثلة على التنويع التكنولوجي الإقليمي، مما يدل على التمايز الكبير لصناعات الأدوات الحجرية القديمة في المنطقة، والتي توصف في كثير من الأحيان باسم الموستيرية. غير أن مدى ملاءمة مصطلح الموستيرية محل نزاع في سياق شمال أفريقيا.

## وصف

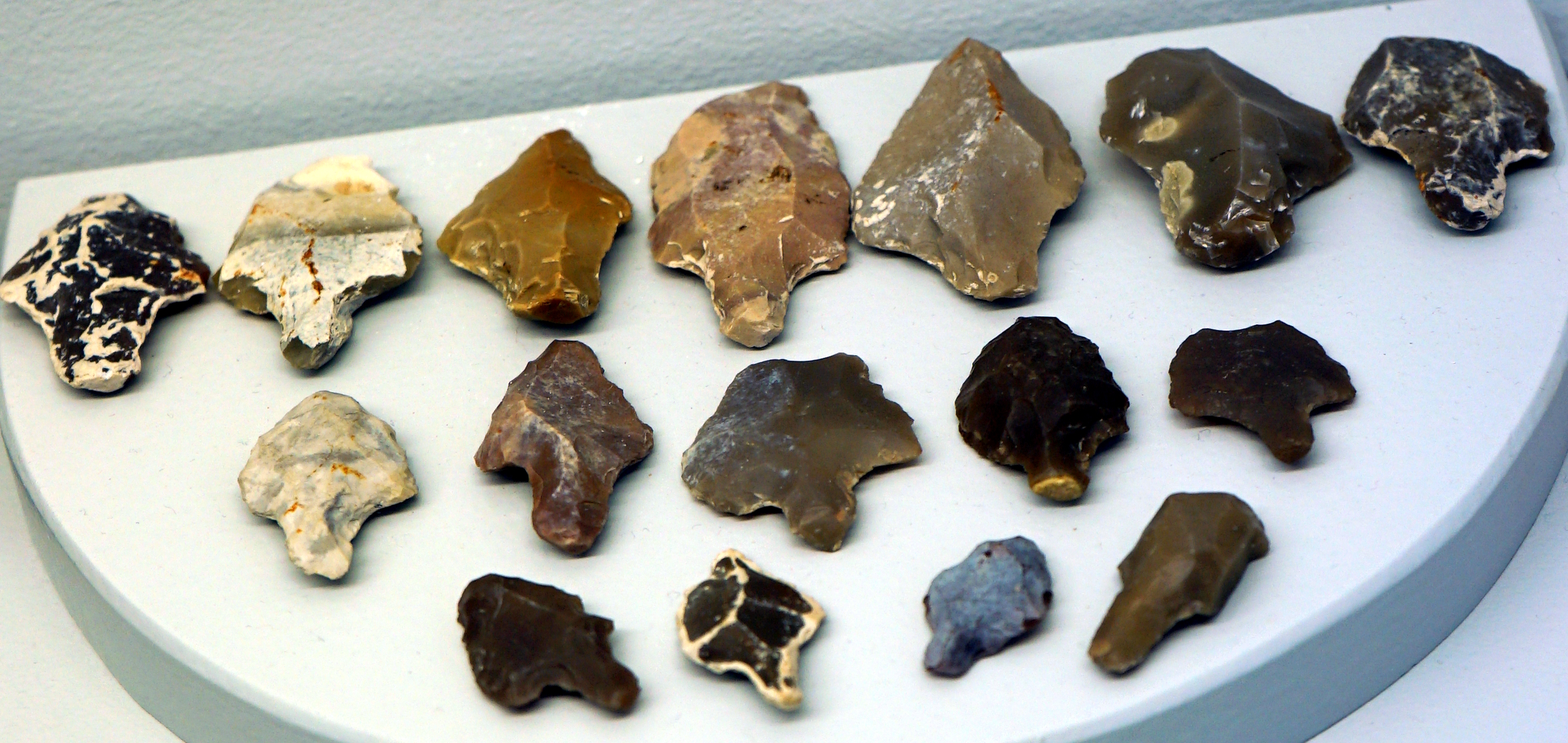
أدوات حجرية

تمت مناقشة الطابع التكنولوجي للعاترية لمدة قرن تقريبا، ولكن حتى الآن استعصت على التعريف. ترتبط المشكلات التي تعرّف الصناعة بتاريخها البحثي وحقيقة أن عددا من أوجه التشابه قد لوحظت بين صناعات الأدوات الحجرية في شمال أفريقيا وغيرها من الصناعات في نفس التاريخ. ينتشر انخفاض اللوفالويس في جميع أنحاء شمال أفريقيا في جميع أنحاء العصر الحجري الأوسط، وكاشطات و الدينتيكولاتس موجودة في كل مكان. علاوة على ذلك، فإن أوراق الشجر ذات الحجم البكتري تمثل فئة تصنيفية ضخمة، كما أن شكل وبُعد مثل هذه الأوراق المرتبطة بالأدوات المتداخلة متفاوت للغاية. هناك أيضًا اختلاف كبير في الأدوات المتشابكة نفسها، حيث تمثل الأشكال المختلفة كل من أنواع الأدوات المختلفة (مثل السكاكين والمكرات والنقاط) وإعادة تحديد درجة الأداة.
في الآونة الأخيرة، أشارت دراسة واسعة النطاق لتجمعات الأدوات الحجرية في شمال أفريقيا، بما في ذلك التجمعات العاترية، إلى أن المفهوم التقليدي لصناعات الأدوات الحجرية يمثل إشكالية في العصر الحجري الأوسط في شمال أفريقيا. على الرغم من أن تعبير عاترية يحدد تجمعات العصر الحجري الأوسط من شمال أفريقيا بأدوات متداخلة، فإن مفهوم صناعة عاترية يعمل على تشويش أوجه التشابه الأخرى بين تجمعات الأدوات المتداخلة وغيرها من تجمعات شمال أفريقيا غير الآتيرية في نفس التاريخ. على سبيل المثال، توجد نقاط شجر ثنائية النوعية على نطاق واسع في شمال أفريقيا في التجمعات التي تفتقر إلى الأدوات المتشابكة والرقائق والقشور ليفالويس القريبة من كل مكان. فبدلاً من تطوير صناعات منفصلة، توحي نتائج الدراسة المقارنة بأن شمال أفريقيا خلال فترة ما بين الجليديات الأخيرة ضمت شبكة من التقنيات المتصلة التي تتشابه أوجه التشابه والاختلاف بينها وبين المسافة الجغرافية و بالوهيدرولوجي من الصحراء الخضراء. ومن ثم، فإن التجميعات بأدوات متشابكة قد تعكس أنشطة معينة تنطوي على استخدام أنواع الأدوات هذه، وقد لا تعكس بالضرورة ثقافة أثرية مختلفة جوهريًا للآخرين من نفس الفترة في شمال أفريقيا. إن النتائج مهمة لأنها تشير إلى أن التسميات الأثرية الحالية لا تعكس التقلبات الحقيقية للسجل الأثري لشمال أفريقيا خلال العصر الحجري الأوسط من العصر الجليدي الأخير، وتلمح إلى كيفية انتشار البشر المعاصرين في بيئات غير صالحة للسكن في السابق. على الرغم من ذلك، فإن المصطلح لا يزال مفيدًا يدل على وجود أدوات متشابكة في تجمعات العصر الحجري المتوسط في شمال أفريقيا.
استمرت أدوات الترنقد في شمال إفريقيا حتى حوالي 20,000 سنة، مع وجود أصغر المواقع في شمال غرب إفريقيا. وبحلول هذا الوقت، توقفت صناعة الخشب الأثيري لفترة طويلة في بقية شمال أفريقيا بسبب ظهور العصر الجليدي، والذي أدى في شمال أفريقيا إلى ظروف شديدة الجفاف. التجمعات مع أدوات متشابكة، 'العاترية' ، لذلك يكون لها نطاق زمني ومكاني مهم. ومع ذلك، فإن التوزيع الجغرافي الدقيق لهذه الصناعة الحجرية غير مؤكد. ويعتقد أن النطاق المكاني لآتريان موجود في شمال أفريقيا حتى وادي النيل كما تم اكتشاف الأدوات الحجرية الآتيرية المحتملة في رواسب العصر الحجري القديم الأوسط في عمان وصحراء ثار.

## تاريخ

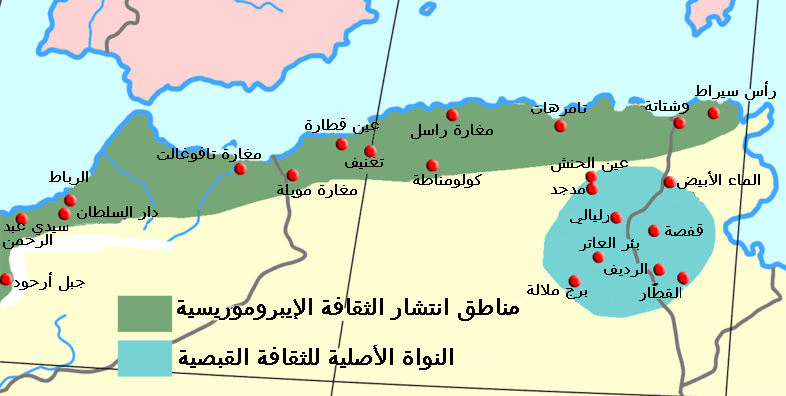
مناطق أنتشار الحضارة العاترية و الحضارة القفصية

تعاقبت على منطقة بئر العاتر عدة حضارات وجدت في عصر ما قبل التاريخ من بداية العصر الحجري القديم إلى نهاية العصر الحجري الحديث فعلى مدار عهود طويلة من الزمن مثلت بئر العاتر مسرحا لعدة أحداث نشأت مع نشأة الإنسان البدائي وتواصلت إلى يومنا هذا. وهكذا تتأكد سمة التواصل في هذه المنطقة منذ أحقاب زمنية موغلة في القدم. إذ ظهرت في أواخر العصر الحجري القديم حضارة عرفت انتشارا واسعا وتضم كامل البلدان المغاربية أطلق عليها اسم الحضارة العاترية نسبة لمكان قرب الحدود التونسية الجزائرية يدعى بئر العاتر ويمتد الحيز الزمني لهذه الحضارة بين 35000 و25000 سنة ق.م وينتهي العصر الحجري القديم ببروز حضارتين متميزتين: الحضارة الوهرانية والحضارة القبصية...
فقد عثر في عديد الأماكن على أدوات حجرية كالصوان وبقايا رسوم ملونة على حيطان الكهوف كما تركت هذه الحضارة عددا من شواهد القبور المرسومة ومخلفات الحكام والملوك أثناء حكمهم للجهة. كما كان الإنسان يستغل حيوانات ونباتات غار الدماء كغذاء ودواء له ويستعمل خشب غاباتها لبناء المساكن وصناعة الأدوات.
وتمتد حدودها من المحيط الأطلسي بالمغرب إلى شمال السعودية ومن شواطئ البحر الأبيض إلى شمال التشاد سميت بادئ الأمر بحضارة وادي الجبانة ثم بدل اسمها إلى الحضارة العاترية نسبة إلى مدينة بئر العاتر ويعرف الإنسان العاتري باسم الإنسان الحلزوني نسبة إلى اعتماده على الحلزون في عذائه.
تعدّ الحضارة العاترية هي الأقدم من بين حضارات أخرى بالمنطقة مثل الحضارة القفصية والوهرانية والأكثر تقدما تقنيا منهما نتجة المستحثات التي وجدت بالمنطقة والتي تثبت ذلك والجدير بالذكر أن كامل الدراسات التي تناولت موضوع الحضارة العاترية حتى الآن والتي تسنى لنا الإطلاع عليها تشير إلى أن الإنسان الذي صنع الحضارة الموستيرية بأوربا والعاترية بشمال إفريقيا هو الإنسان اليناندرتالي الذي تعود أصوله الباكرة إلى فلسطين. وقد عثر على بقاياه العظمية في موقع هوافتيح بليبيا تحيط به البقايا العاترية.